# Пятнистый воббегонг
Пятнистый воббегонг, или австралийская ковровая акула, или австралийский воббегонг (лат. Orectolobus maculatus), — вид рода ковровых акул одноимённого семейства отряда воббегонгообразных. Они встречаются в индотихоокеанской области у южного и восточного побережья Австралии на глубине до 218 м. Максимальная зарегистрированная длина 320 см. У них приплюснутые и широкие голова и тело. Голова обрамлена характерной бахромой, образованной кожными лоскутами. Рацион состоит из рыб и донных беспозвоночных. Вид размножается яйцеживорождением. В целом эти акулы безопасны для человека, но могут укусить, если их потревожить. Представляют незначительный интерес для коммерческого рыбного промысла.

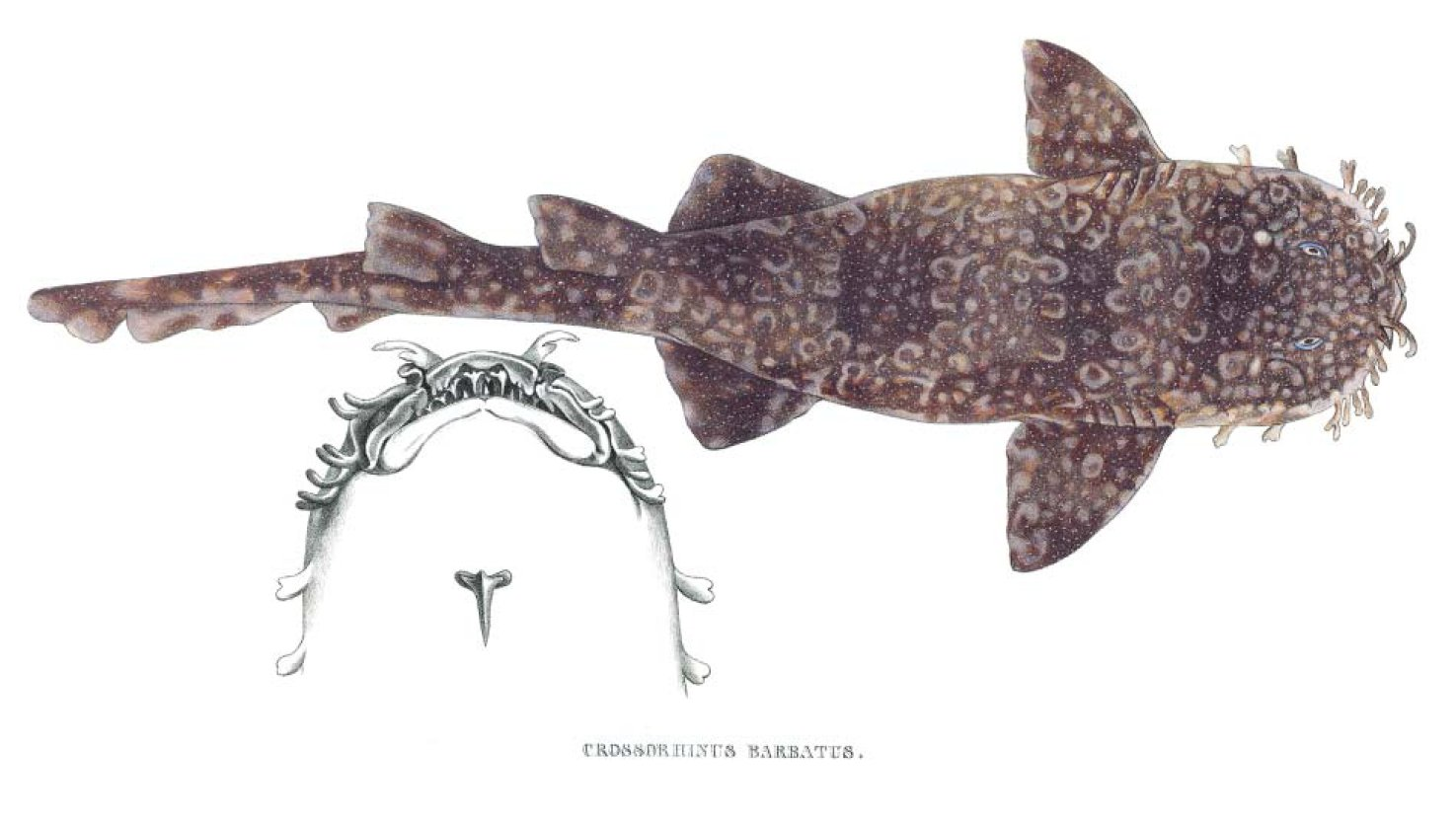
Старинное изображение пятнистого воббегонга (1839)

## Таксономия
Впервые вид был научно описан в 1788 году. Этот вид часто путали с Orectolobus halei, от которого он отличается числом лопастей, образующих кожаную бахрому вокруг головы, и окраской (седловидные отметины с беловатыми кольцами и пятнами). Оценка данных о присутствии пятнистых воббегонгов у берегов Японии и в Южно-Китайском море не даёт возможности признать их достоверными, вероятно, эти акулы являются эндемиками австралийских вод.
Видовое название происходит от лат. maculatus «пятнистый».

## Ареал
Пятнистые воббегонги, по-видимому, являются эндемиками южного прибрежья Австралии и встречаются в умеренных и субтропических водах на континентальном шельфе от Гладстона к югу до Хобсонс-бэй и Виктории, в заливе Сент-Винсент, у побережья Южной и Восточной Австралии. Эти акулы попадаются у берега и в открытом море на коралловых и каменистых рифах, в бухтах, эстуариях рек, под пирсами и на песчаном дне от зоны прибоя до глубины 218 м. Молодые акулы чаще попадаются в эстуариях и в зарослях водорослей. Наблюдали за тем, как на мелководье пятнистые воббегонги переползали из одного приливного бассейна в другой, когда вода едва покрывала их спину. 

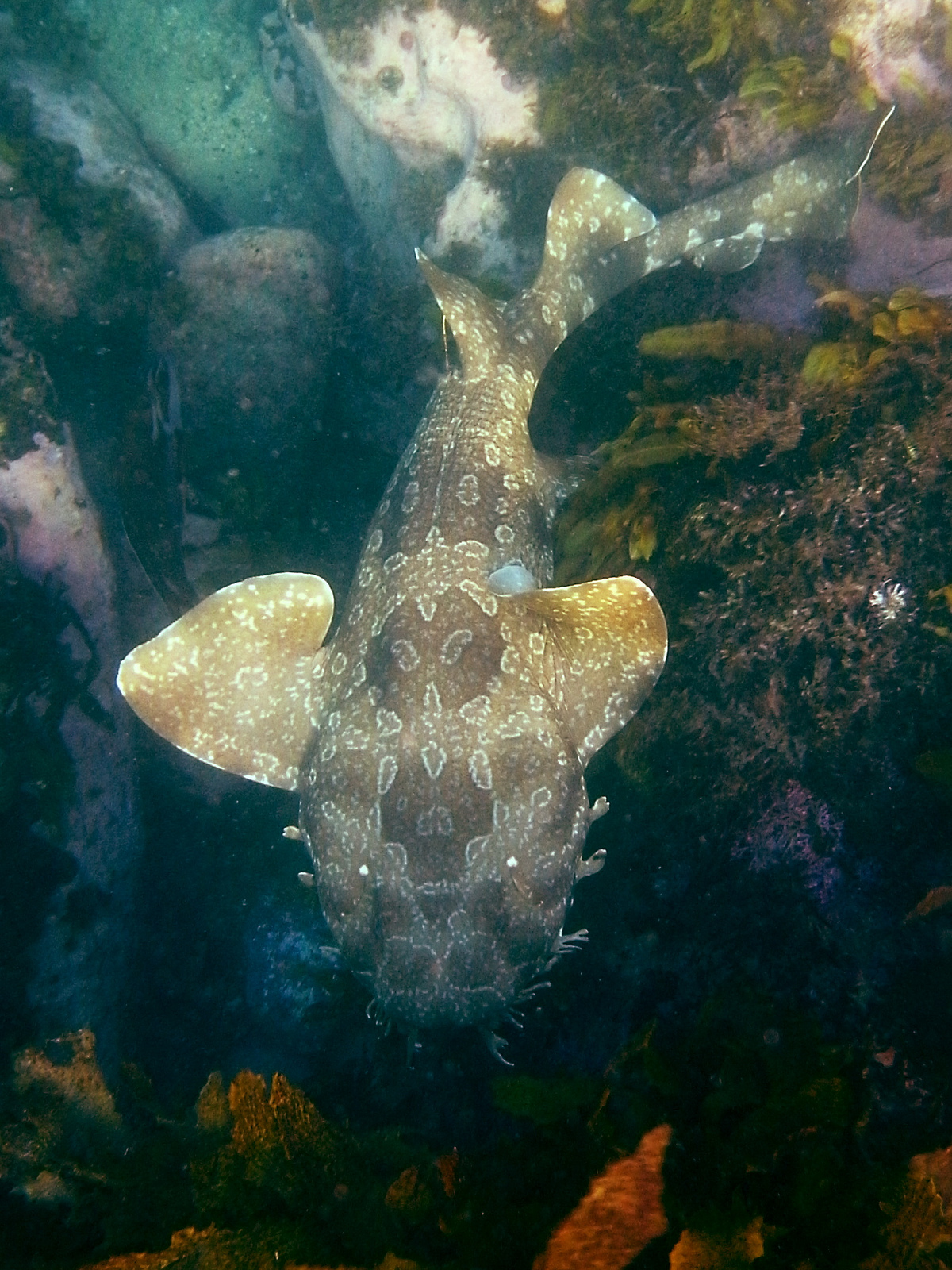

## Описание
У пятнистых воббегонгов приплюснутые и широкие голова и тело. Окраска очень пёстрая, более тёмная и менее контрастная по сравнению с другими воббегонгами, за исключением Orectolobus wardi. Тело покрыто тёмными седловидными отметинами, окружёнными светлыми кольцами и пятнышками. Ноздри обрамлены разветвлёнными усиками, состоящими из двух лопастей, и бороздками, соединяющими их со ртом. Под и перед глазами расположено 6—10 кожных лопастей, образующих бахрому. Лопасти кожной бахромы, расположенные позади брызгалец, широкие и разветвлённые. Бугорки и выступы на дорсальной поверхности отсутствуют. Основание первого спинного плавника начинается на уровне задней трети оснований брюшных плавников. Расстояние между спинными плавниками превышает длину внутреннего края первого спинного плавника и почти в 2 раза меньше длины его основания. Высота первого спинного плавника почти равна длине его основания. Хвостовой плавник асимметричный, у края верхней лопасти имеется вентральная выемка. Нижняя лопасть отсутствует.

## Биология
Этих медлительных и малоактивных акул часто наблюдают неподвижно лежащими на дне, по крайней мере, в дневное время. Днём они прячутся в пещерах, в расщелинах под скалистыми рифами, а также на затонувших кораблях. Пёстрая окраска и кожная бахрома обеспечивают им прекрасную маскировку на неровном дне, однако на песке они хорошо заметны. У этих акул ограничен индивидуальный участок обитания, на котором имеются несколько часто используемых укрытий. Пятнистые воббегонги встречаются как в одиночку, так и группами до 12 особей. Они ведут ночной образ жизни, с наступлением темноты выбираются из укрытий и начинают плавать и карабкаться по дну в поисках пищи. Роль камуфляжа в пищевом поведении воббегонгов неясна. Также неизвестно, получают ли они достаточно корма, просто сидя на месте и ожидая, когда добыча случайно натолкнётся на них, или же активно охотятся и подстерегают жертву. В районе Сиднея наблюдали за тем, как воббегонги, подобно кошкам, подкрадывались к приманке со значительного расстояния, однако неизвестно, ведут ли они себя подобным образом с живой, неповреждённой жертвой.
Пятнистые воббегонги размножаются яйцеживорождением. Помёт многочисленный, достигает 37 новорождённых. В процессе спаривания самцы воббегонгов ведут себя агрессивно по отношению друг к другу, при совокуплении самец кусает самку в области жабр. В неволе они спариваются в июле. Был поставлен эксперимент, в ходе которого в сезон размножения самка, помещённая в огороженный в море проволочным забором загон, привлекла дикого самца, который попытался проникнуть к ней за ограждение. На основании этого случая был сделан вывод, что самка испускает какие-то стимулы, возможно феромоны.
Рацион пятнистых воббегонгов состоит из донных беспозвоночных, включая крабов, лобстеров и осьминогов, а также костистых рыб, таких как каменные окуни, скорпеновые и кифозовые, акул, включая сородичей, и скатов. Жертва может буквально натолкнуться на пасть затаившегося в засаде воббегонга и даже клюнуть на лопасть его кожной бахромы. Широкий и короткий рот воббегонгов и крупная, объемная глотка приспособлены для того, чтобы засасывать добычу. Видеоматериалы дают основание предположить, что воббегонги, подобно морским ангелам, внезапно всасывают пищу в рот, расширяя глотку, жертва при этом находится перед ними (морские ангелы засасывают добычу, расположенную под собой). Мощные челюсти, модифицированные передние зубы симфизального отдела и один срединный и два латеральных ряда зубов нижней челюсти, смыкающиеся с двумя рядами крупных зубов верхней челюсти, образуют эффективную ловушку, которая пронзает и убивает добычу. В свою очередь пятнистые воббегонги могут стать добычей крупных хищных рыб и морских млекопитающих.

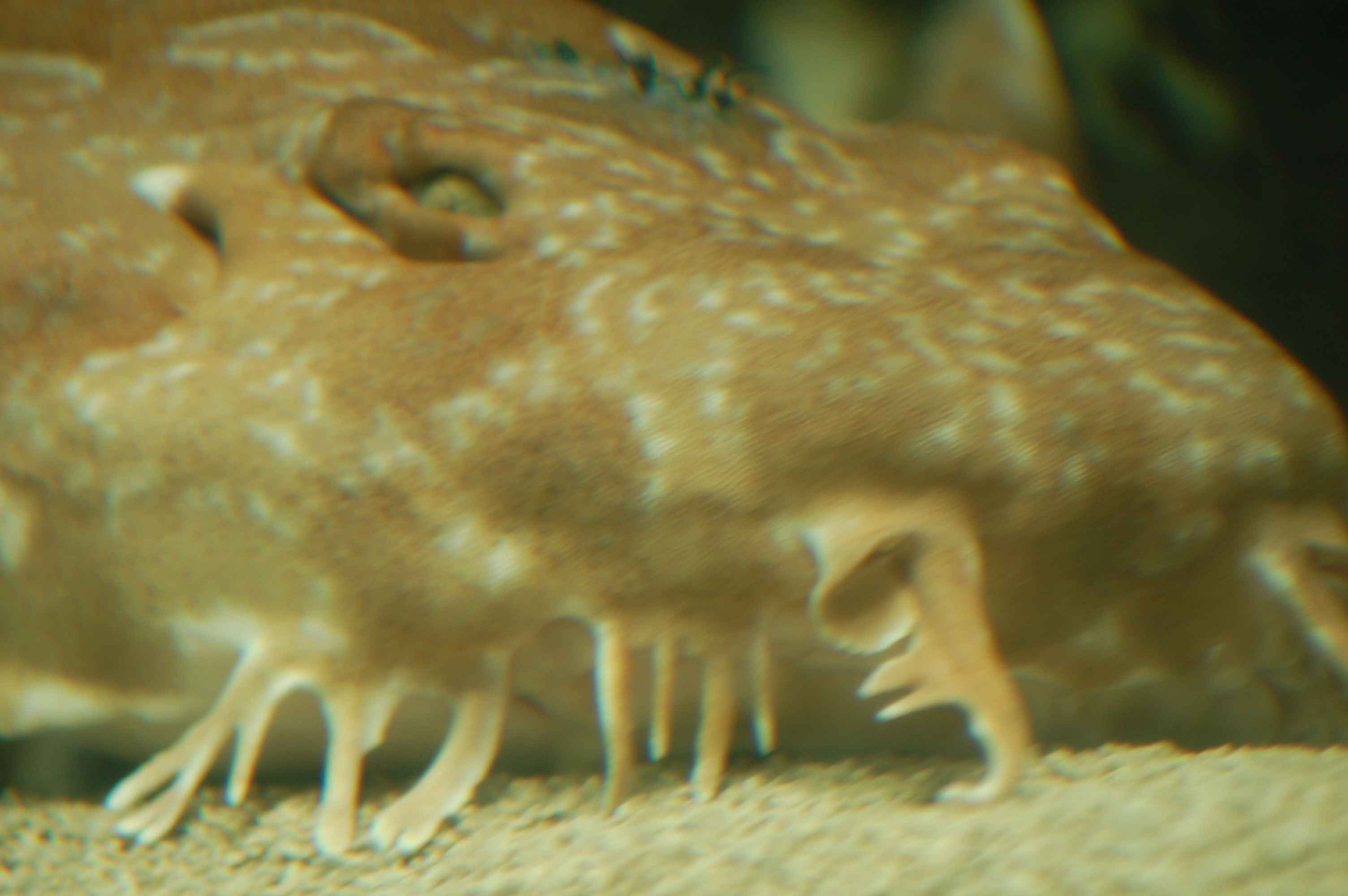

Максимальная зарегистрированная длина 320 см, однако средний размер колеблется в пределах 150—180 см. Длина новорождённых 21 см. Самцы достигают половой зрелости при длине 60 см.
На пятнистых воббегонгах паразитируют Myxosporea Kudoa hemiscylli, моногенеи Empruthotrema dasyatidis, цестоды Acanthobothrium pearson, Phyllobothrium orectolobi и Stragulorhynchus orectolobi и нематоды Aliascaris aetoplatea

## Взаимодействие с человеком
Вид представляет интерес для коммерческого рыбного промысла. Мясо используют в пищу, из шкуры выделывают кожу высокого качества с красивым узором. В качестве прилова эти акулы попадаются в жаберные сети, тралы, закидные неводы, трёхстенные сети, ловушки для лобстеров, а у берегов Нового Южного Уэльса их ловят на крючок. Иногда на пятнистых воббегогов охотятся с подводным ружьем. Ловцы лобстеров считают их вредителями, поскольку воббегонги втискиваются в ловушки, стараясь выесть приманку.
Пятнистые воббегонги представляют некоторую опасность для человека. Известны случаи, когда они кусали наступивших на них людей, а также активно сопротивлялись и наносили травмы, будучи пойманными сетью или на крючок или подстреленными из подводного ружья. Кроме того, они могут укусить человека за конечность, оказавшуюся у них перед пастью. Их мощные челюсти способны нанести серьёзные увечья. Зафиксировано 23 нападения акул этого вида на человека.
Пятнистых воббегонгов содержат в публичных аквариумах Европы, США и Австралии. У восточного побережья Австралии главным фактором, вызвавшим сокращение численности воббегонгов, является коммерческий рыбный промысел. Международный союз охраны природы присвоил этому виду статус сохранности «Близкий к уязвимому положению».